# Gulfport
Gulfport je město v okrese Harrison County ve státě Mississippi ve Spojených státech amerických. Po městě Jackson jde o druhé nejlidnatější město ve státě Mississippi. Společně s městem Biloxi je Gulfport správním městem okresu Harrison. Leží na břehu Mexického zálivu, díky čemuž ve městě sídlí posádka amerického námořnictva.
K roku 2020 zde žilo 72 926 obyvatel. S celkovou rozlohou 166 km² byla hustota zalidnění 506 obyvatel na km². V srpnu 2005 zasáhl město Hurikán Katrina, který zde napáchal značné škody. Nachází se v oblasti s vlhkým subtropickým podnebím. Šest kilometrů severovýchodně od města leží Gulfport–Biloxi International Airport.